# Pearl Berg
Sœur Pearl Berg (5 novembre 1928 - 19 septembre 2007) est une religieuse canadienne de la communauté des Ursulines.
Née à Taschereau en Abitibi, elle devint préoccupée pour les malades en soins palliatifs et fonda le mouvement Albatros pour leur porter assistance. Elle a beaucoup œuvré au niveau du bénévolat et son mouvement s'est profondément enraciné au Québec et en France.
Elle est décédée à Trois Rivières le 19 septembre 2007 à l'âge de 78 ans, fort reconnue pour son esprit d'espérance, de charité et de foi.

## Honneurs
- 1997 - Chevalier de l'Ordre national du Québec